# Icmar de Túsculo
Icmar, O.S.B. Clun. (data incerta - 28 de outubro de 1161) foi um abade e cardeal francês da Igreja Católica, Deão do Sagrado Colégio dos Cardeais.

## Biografia
Entrou para a Ordem de São Bento no mosteiro de Saint-Martin des Champes em Paris em uma idade jovem, tomando os votos solenes na Abadia de Cluny, onde por algum tempo residiu. Foi abade de Saint-Marie la Neuve em Poitiers por muitos anos. Mais tarde, ele foi custo ou prior no mosteiro de Charité-sur-Loire, e então, abade geral da sua ordem.
Criado cardeal-bispo de Túsculo no consistório de março de 1142, sendo consagrado pelo Papa Inocêncio II nessa mesma época, na Basílica de São João de Latrão. Torna-se Decano do Colégio dos Cardeais em 1153. Participou na eleição de antipapa Vítor IV em 1159 e consagrou-o em 4 de outubro, assistido pelos bispos Ubaldo de Ferentino e Riccardo de Melfi. Por isso, foi excomungado pelo Papa Alexandre III. Mais tarde, ele fez a sua submissão ao papa legítimo e retirou-se para a Abadia de Cluny, onde acabou por falecer.

## Conclaves
- Eleição papal de 1143 - participou da eleição do Papa Celestino II
- Eleição papal de 1144 - participou da eleição do Papa Lúcio II
- Eleição papal de 1145 - participou da eleição do Papa Eugênio III
- Eleição papal de 1153 - participou da eleição do Papa Anastácio IV
- Eleição papal de 1154 - participou da eleição do Papa Adriano IV
- Eleição papal de 1159 - não participou da eleição do Papa Alexandre III
- Eleição de 1159 - participou da eleição do antipapa Vítor IV